# 8245 Molnar
8245 Molnar este un asteroid din centura principală de asteroizi.

## Descriere
8245 Molnar este un asteroid din centura principală de asteroizi. A fost descoperit pe 8 septembrie 1977 la Observatorul Palomar de Schelte J. Bus. Asteroidul prezintă o orbită caracterizată de o semiaxă mare de 2,41 ua, o excentricitate de 0,14 și o înclinație de 1,5° în raport cu ecliptica.